# Tom Holland
Thomas Stanley Holland (sinh ngày 1 tháng 6 năm 1996) là một nam diễn viên, vũ công người Anh. Tom Holland tốt nghiệp trường BRIT ở London, anh bắt đầu sự nghiệp diễn xuất của mình trên sân khấu với vai chính trong Billy Elliot the Musical ở West End từ năm 2008 đến năm 2010. Anh bắt đầu được khán giả biết đến với vai chính trong bộ phim thảm họa Thảm họa sóng thần (2012), anh nhận được nhân Giải thưởng của Hội phê bình Điện ảnh Luân Đôn dành cho Diễn viên trẻ người Anh của năm.
Tom Holland đã trở thành ngôi sao điện ảnh khi anh đóng vai Peter Parker / Người Nhện trong các bộ phim siêu anh hùng của Vũ trụ Điện ảnh Marvel qua các bộ phim Đội trưởng Mỹ: Nội chiến siêu anh hùng (2016), Người Nhện: Trở về nhà (2017), Biệt đội siêu anh hùng: Cuộc chiến vô cực (2018), Biệt đội siêu anh hùng: Hồi kết (2019), Người Nhện: Xa nhà (2019), Người Nhện: Không còn nhà (2021). Năm 2017, chàng trai 20 tuổi Holland đã trở thành người nhận Giải BAFTA cho Ngôi sao mới nổi trẻ tuổi nhất.

## Đầu đời và giáo dục
Holland được sinh ra ở Kingston upon Thames, London, con của bà Nicola Elizabeth (nhũ danh Frost), là một nhiếp ảnh gia, và ông Dominic Holland, là một diễn viên hài và là một người viết truyện. Anh có ba anh em, cặp song sinh Sam và Harry, kém Holland ba tuổi, sau này xuất hiện trong bộ phim Diana (2013) và Paddy, kém Holland 8 tuổi. Ông bà nội của anh được sinh ra trên đảo Isle of Man và Ireland.
Holland học tại Donhead, một trường trung học cho Công giáo La Mã ở Wimbledon, Tây Nam Luân Đôn, sau đó là trường Cao đẳng Wimbledon, một trường trung học Công giáo Rôma được trợ giúp tự nguyện (cũng ở Wimbledon) cho đến tháng 12 năm 2012. Tháng 12 năm 2012, Holland đã được theo học tại Trường Nghệ thuật Biểu diễn và Công nghệ BRIT.

## Sự nghiệp

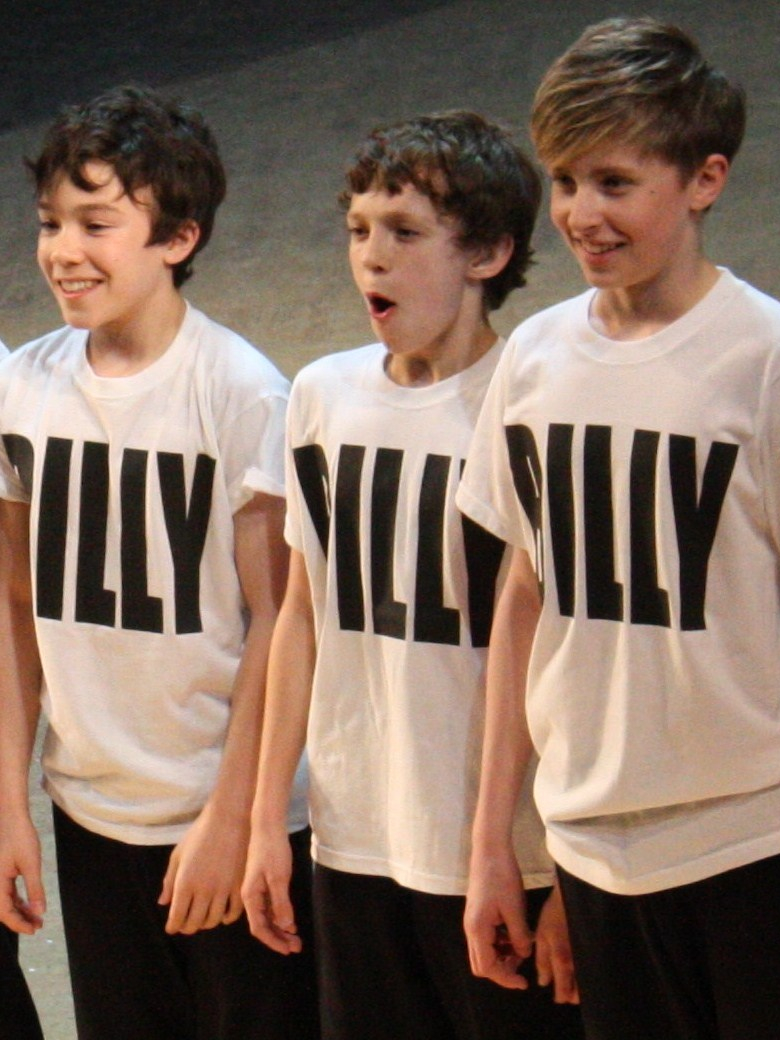
Holland (giữa) biểu diễn tại buổi kỉ niệm 5 năm của Billy Elliot the Musical, 31 tháng 3 năm 2010

### Nhà hát
Holland bắt đầu học nhảy tại một lớp hip hop ở Nifty Feet Dance School, Wimbledon. Khả năng của anh đã được phát hiện bởi biên đạo múa Lynne Page (người là cộng sự của Peter Darling, biên đạo múa của Billy Elliot và Billy Elliot the Musical khi anh biểu diễn với lớp học nhảy của mình tại Lễ hội Múa Richmond năm 2006.
Sau 8 lần thử giọng và hai năm huấn luyện, vào ngày 28 tháng 6 năm 2008, Holland đã ra mắt West End trong Billy Elliot The Musical với Michael, người bạn thân nhất của Billy. Anh đã có màn trình diễn đầu tiên của mình trong vai trò mở màn vào ngày 8 tháng 9 năm 2008 và nhận được phản hồi tích cực.
Tháng 9 năm 2008, Holland (cùng với Tanner Pflueger) xuất hiện trên chương trình tin tức trên kênh FIVE và đã có buổi phỏng vấn lần đầu tiên trên truyền hình. Năm sau, anh được tham gia chương trình ITV1 The Feel Good Factor. Tại buổi chiếu ra mắt vào ngày 31 tháng 1, anh và Billy Elliots, Tanner Pflueger và Layton Williams, đã biểu diễn một phiên bản Angry Dance của Billy Elliot the Musical, sau đó Holland được phỏng vấn bởi Myleene Klass. Ông đã đào tạo 5 học sinh người Anh cho một chương trình nhảy trước màn diễn cuối chương trình The Feel Good Factor cuối cùng vào ngày 28 tháng 3 năm 2009.
Ngày 8 tháng 3 năm 2010, để đánh dấu kỷ niệm năm năm Billy Elliot the Musical, bốn thành viên Billy Elliots, bao gồm cả Holland, đã được mời đến 10 Downing Street để gặp Thủ tướng Gordon Brown. Holland đã xuất hiện trên thường xuyên như Billy trong Billy Elliot the Musical, với ba nghệ sĩ biểu diễn khác, Holland đã được chọn làm người dẫn đầu trong chương trình kỉ niệm 5 năm ngày 31 tháng 3 năm 2010 cho đến ngày 29 tháng 5 năm 2010.

### Truyền hình
Năm 2015, Hollland xuất hiện trong bốn tập sê ri truyền hinh Wolf Hall của BBC Two, đóng vai Gregory Cromwell, con trai của nhân vật chính Thomas Cromwell do Mark Rylance đóng. Tom đã xác định đóng vai diễn Pino Lela vào phần mini sê ri tiếp theo, Beneath a Scarlet Sky.
Năm 2017, Holland xuất hiện trong một tập của Lip Sync Battle, trong đó anh đã đánh bại được Zendaya. Anh đã thông báo kết quả cho Giải Oscar cho hiệu ứng hình ảnh xuất sắc nhất vào Giải thưởng Viện Hàn lâm lần thứ 90, trong đó Tội phạm nhân bản 2049 là phim chiến thắng đề mục. Sau đó, Holland đã xuất hiện lần thứ 4 ở trên Jimmy Kimmel Live! vào 28 tháng 6 năm 2017 dưới tư cách diễn viên đóng Người Nhện để quảng bá cho bộ phim Spider-Man: Homecoming.

### Điện ảnh

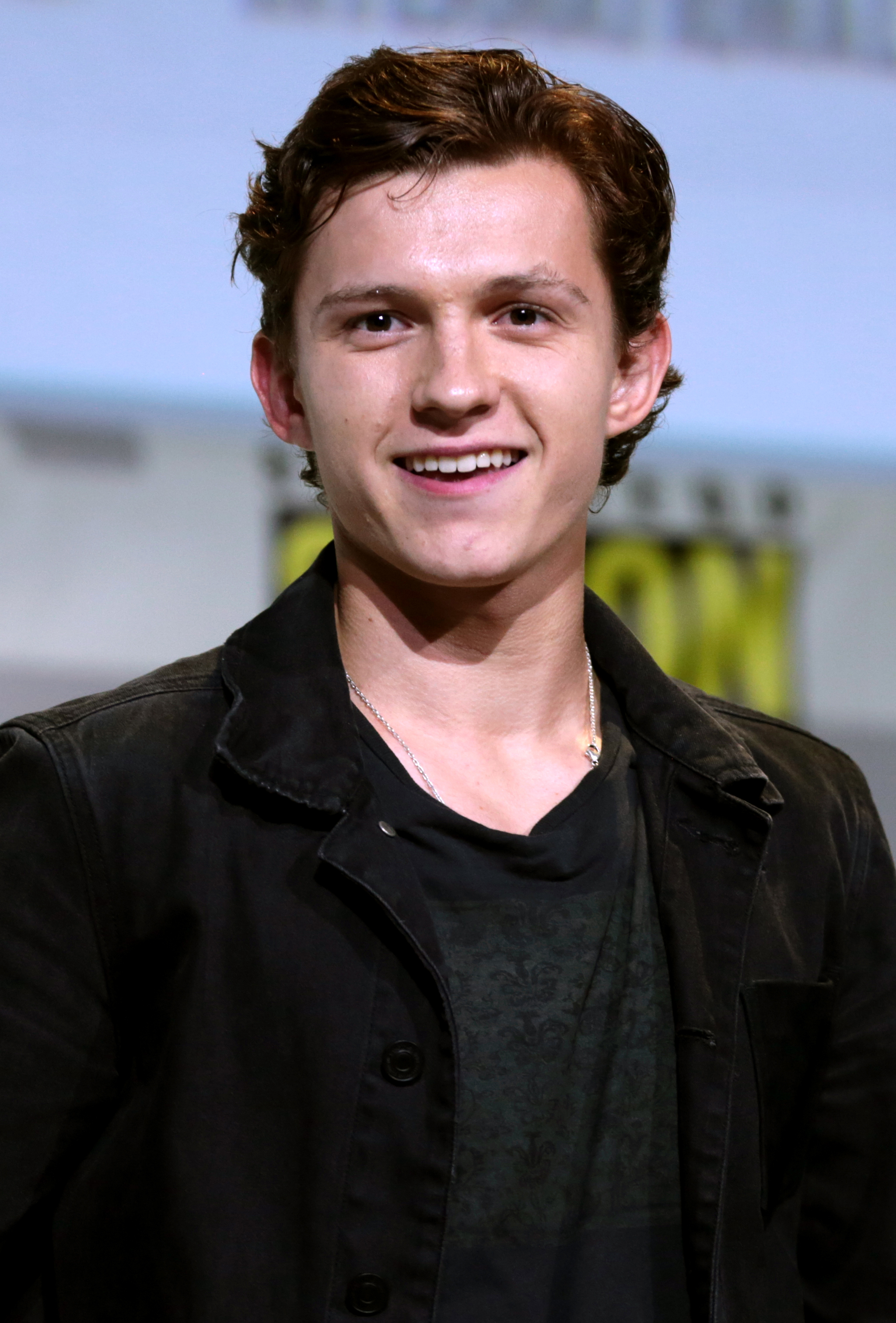
Holland tại San-Diago Comic-Con năm 2016.

Trong năm 2011, Holland đã tham gia vào bộ phim hoạt hình Arrietty của Anh, do Ghibli Studio của Nhật sản xuất. Anh đã tham gia lồng tiếng cho nhân vật chính Sho.
Holland đã xuất hiện trong phim The Impossible, đạo diễn Juan Antonio Bayona, cùng với Naomi WaHtts và Ewan McGregor. Bộ phim được công chiếu tại Liên hoan phim Quốc tế Toronto vào ngày 9 tháng 9 năm 2012 và là một thành công quan trọng về mặt thương mại, bộ phim thu về 180,3 triệu đô la trên toàn thế giới và Holland đã giành được nhiều lời khen ngợi từ các nhà phê bình và một số giải thưởng như Giải thưởng của Ủy ban Quốc gia về Đột phá và Giải Circle cho Nghệ sĩ trẻ Anh xuất sắc nhất của năm của London Film Critics
Holland đóng vai Isaac trong bộ phim How I Live Now, được phát hành tại Anh vào ngày 4 tháng 10 năm 2013, cùng với Saoirse Ronan, Holland đóng vai chính là Tom Nickerson trong bộ phim In the Heart of the Sea (2015) của Ron Howard. Cũng trong năm 2015, anh xuất hiện trong bộ phim truyền hình của BBC Two Wolf Hall, vai Gregory Cromwell.
Vào ngày 23 tháng 6 năm 2015, có thông báo rằng Holland đã được chọn cho vai Peter Parker / Người Nhện của Marvel, lần đầu tiên xuất hiện trong Captain America: Civil War (2016). Bộ phim là một thành công lớn về mặt phê bình và thương mại, thu về hơn 1,1 tỷ đô la trên toàn thế giới, trở thành bộ phim có doanh thu cao nhất năm 2016, và bản thân anh nhận được nhiều lời khen ngợi sâu sắc.

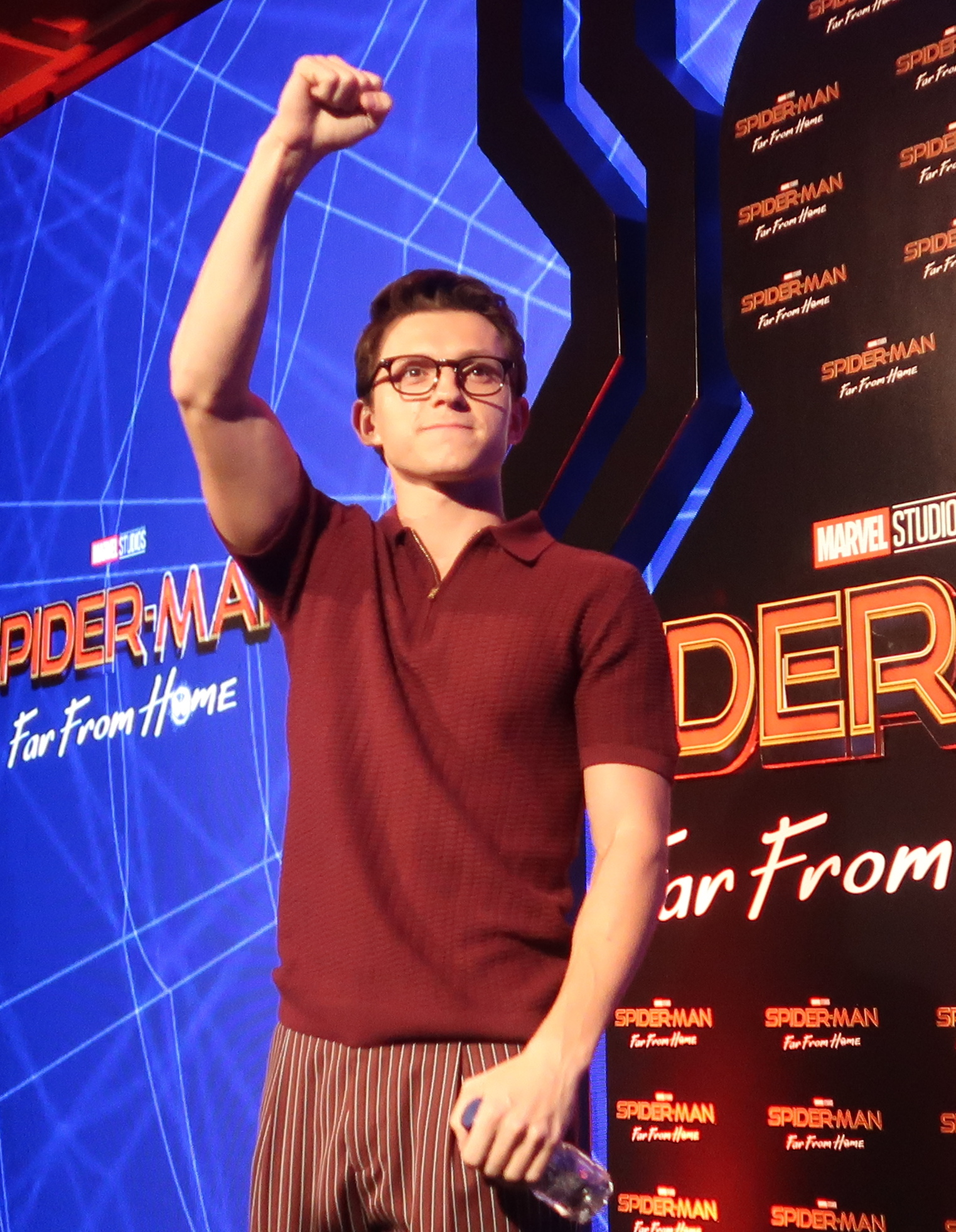
Holland tại buổi ra mắt Spider-Man: Far From Home năm 2019.

Năm 2017, Holland đóng vai chính cùng với Charlie Hunnam trong bộ phim truyền hình The Lost City of Z, do James Gray đạo diễn. Bộ phim được phát hành vào tháng 4 năm 2017 và nhận được sự tiếp nhận tích cực.
Holland đã có mặt trong Spider-Man: Homecoming, đã được ra mắt vào ngày 28 tháng 6 năm 2017. Holland cũng đã góp mặt trong Avengers: Infinity War (2018), Avengers: Endgame (2019), Spider-Man: Far From Home (2019), Spider-Man: No Way Home (2021). Hiện tại, anh có một hợp đồng sáu phim với Marvel Studios.
Anh đã được mời đóng vai Samuel Insull trong cuốn The Current War của Alfonso Gomez-Rejon, đã được phát hành vào ngày 22 tháng 12 năm 2017. Holland đã tham gia bộ phim truyền hình chuyển thể bán chạy nhất của Patrick Ness Chaos Walking là Todd Hewitt, cùng với Daisy Ridley, sẽ do Doug Liman đạo diễn. Anh đã được mời đóng vai Nathan Drake trong bộ phim chuyển thể của seri game video Uncharted của Naughty Dog, bộ phim sẽ khởi chiếu ngày 18 tháng 2 năm 2022.

## Cuộc sống cá nhân
Tom hiện đang sinh sống ở khu Kingston upon Thames, London, gần nhà của gia đình. Anh có một con chó giống Chó sục bò Staffordshire màu xanh tên là Tessa. Hồi 7 tuổi, Tom bị mắc chứng khó đọc. Tom là người tập luyện thể dục dụng cụ. Anh là 1 fan hâm mộ của đội bóng Premier League Tottenham Hotspur, đặc biệt là ngôi sao tiền đạo người Hàn Quốc Son Heung Min.
Cùng với 3 người em, Sam, Harry và Paddy, Holland tài trợ cho một Tổ chức từ thiện của Anh Quốc The Brothers Trust.
Kể từ tháng 12 năm 2021, Holland đang có mối quan hệ với nữ diễn viên người Mỹ và đồng thời là bạn diễn của anh ấy ở loạt phim Spider-Man ở MCU, Zendaya.

## Phim tham gia

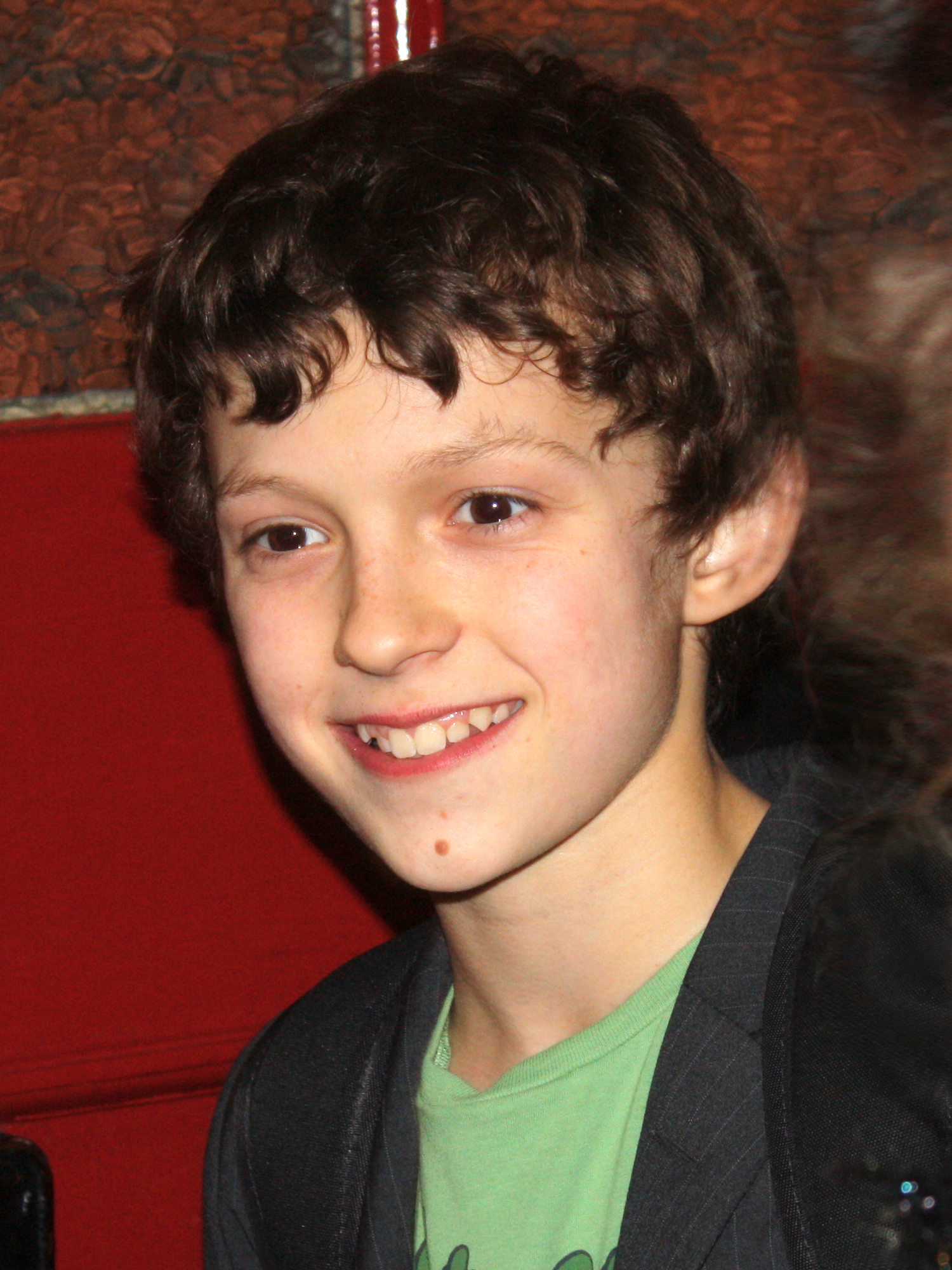
Holland năm 2010.

### Phim
| Năm  | Tiêu đề                    | Vai diễn                      | Ghi chú        |
| ---- | -------------------------- | ----------------------------- | -------------- |
| 2010 | Arrietty                   | Shō (lồng tiếng)              | Chỉ ở Anh      |
| 2012 | The Impossible             | Lucas Bennett                 |                |
| 2013 | How I Live Now             | Isaac                         |                |
| 2014 | Locke                      | Eddie                         | Lồng tiếng     |
| 2015 | In the Heart of the Sea    | Thomas Nickerson trẻ          |                |
| 2016 | Captain America: Civil War | Peter Parker / Người Nhện     |                |
| 2016 | Edge of Winter             | Bradley Baker                 |                |
| 2016 | A Monster Calls            | The Monster                   | Diễn phiên chờ |
| 2017 | The Lost City of Z         | Jack Fawcett                  |                |
| 2017 | Spider-Man: Homecoming     | Peter Parker / Người Nhện     |                |
| 2017 | Pilgrimage                 | The Novice / Brother Diarmuid |                |
| 2017 | The Current War            | Samuel Insull                 |                |
| 2018 | Avengers: Infinity War     | Peter Parker / Người Nhện     |                |
| 2019 | Avengers: Endgame          | Peter Parker / Người Nhện     |                |
| 2019 | Spider-Man: Far From Home  | Peter Parker / Người Nhện     |                |
| 2019 | Spies in Disguise          | Walter Beckett                | Lồng tiếng     |
| 2019 | The Current War            | Samuel Insull                 |                |
| 2020 | Dolittle                   | Jip                           | Lồng tiếng     |
| 2020 | Onward                     | Ian Lightfoot                 |                |
| 2020 | The Devil All the Time     | Arvin Russell                 |                |
| 2021 | Cherry                     | Cherry                        |                |
| 2021 | Chaos Walking              | Tom Hewitt                    |                |
| 2021 | Spider-Man: No Way Home    | Peter Parker / Người Nhện     |                |
| 2022 | Uncharted                  | Nathan Drake                  |                |

### Truyền hình
| Năm  | Tiêu đề   | Vai diễn         | Ghi chú |
| ---- | --------- | ---------------- | ------- |
| 2015 | Wolf Hall | Gregory Cromwell | 6 phần  |

### Stage
| Năm  | Tiêu đề                  | Vai trò       | Venue                   | Ghi chú                                            |
| ---- | ------------------------ | ------------- | ----------------------- | -------------------------------------------------- |
| 2008 | Billy Elliot the Musical | Billy/Michael | Victoria Palace Theatre | ngày 8 tháng 9 năm 2008 – ngày 29 tháng 5 năm 2010 |

## Giải thưởng và đề cử
| Năm  | Giải thưởng                             | Hạng mục                                      | Đối tượng                  | Kết quả      | Ref.   |
| ---- | --------------------------------------- | --------------------------------------------- | -------------------------- | ------------ | ------ |
| 2012 | Critics' Choice Movie Awards            | Best Young Actor/Actress                      | The Impossible             | Đề cử        |        |
| 2012 | Chicago Film Critics Association Awards | Most Promising Performer                      | The Impossible             | Đề cử        | [ 32 ] |
| 2012 | Goya Awards                             | Best New Actor                                | The Impossible             | Đề cử        | [ 33 ] |
| 2012 | National Board of Review                | Breakthrough Actor                            | The Impossible             | Đoạt giải    |        |
| 2013 | London Film Critics Circle Awards       | Young British Performer of the Year           | The Impossible             | Đoạt giải    | [ 20 ] |
| 2013 | Empire Award                            | Best Newcomer                                 | The Impossible             | Đoạt giải    | [ 34 ] |
| 2013 | Young Artist Award                      | Best Leading Young Actor in a Feature Film    | The Impossible             | Đoạt giải    | [ 35 ] |
| 2016 | Teen Choice Awards                      | Choice Movie: Scene Stealer                   | Captain America: Civil War | Đề cử        | [ 36 ] |
| 2017 | BAFTA Awards                            | Rising Star                                   | Bản thân                   | Đoạt giải    | [ 37 ] |
| 2017 | Saturn Awards                           | Best Performance by a Younger Actor in a Film | Captain America: Civil War | Chưa công bố | [ 38 ] |